# Xenopus pygmaeus
Xenopus pygmaeus är en groddjursart som beskrevs av Catherine Loumont 1986. Xenopus pygmaeus ingår i släktet Xenopus och familjen pipagrodor. IUCN kategoriserar arten globalt som livskraftig. Inga underarter finns listade i Catalogue of Life.